# История Новгородской области
В эпоху неолита территорию современной Новгородской области населяли племена культуры ямочно-гребенчатой керамики. К эпохе бронзы относятся могильники фатьяновской культуры.
Традиционно считается, что в VI веке на эту территорию пришли племена кривичей, а в VIII веке в процессе славянского заселения Восточно-Европейской равнины пришло племя ильменских словен (культура новгородских сопок). Предполагается, что славяне пришли на эти земли из Южной Прибалтики (регион северной Польши). Одним из древнейших славянских поселений Новгородской области стал Городок на Маяте, а также городища Георгий и Сергов Городок на реке Веряже в приильменском Поозерье, Холопий городок на Волхове, селище на реке Прость. Раскопки селища на реке Прость выявили материалы третьей четверти I тысячелетия, то есть самые ранние славянские древности в истоке Волхова, хронологически более ранние, чем напластования в Старой Ладоге. Селище Прость было самым крупным неукреплённым поселением раннего средневековья в Приильменье и, возможно, являлось центром словен Ильменского Поозерья. На этой же территории проживали финно-угорские племена, оставившие память о себе в названиях многочисленных рек и озёр.
В IX веке Новгородская земля становится ядром зарождающегося древнерусского (варяго-славянского) государства. На Волхове, близ его истока из Ильмень озера создаётся Рюриково городище, которое позже становится княжеской резиденцией первых русских правителей. Однако вскоре князь Олег предпринимает поход на юг против кривичей и хазарских данников на Днепре. В 882 году, согласно летописи, столица русского государства перемещается в Киев. Однако в те времена русское государство было достаточно аморфным. Новгород превращается в центр Новгородской земли и формируется особый древненовгородский диалект. Если поначалу в Новгородской земле хозяйничали варяги, то в X веке новгородцы поднимают антиваряжское восстание. Серединой X века датируется древнерусское Малышевское городище вблизи посёлка Любытино. Радиоуглеродный анализ спилов с дубовых брёвен городни, найденной на месте бывшей Пречистенской башни Новгородского детинца, дал даты 951±27 и 918±41 годы. Во второй четверти X века был построен первый мост через Волхов. Остатки опор мостового перехода, пересекавшего русло Волхова между Никольским собором на Ярославовом Дворище и утраченным собором Бориса и Глеба в Новгородском детинце в 170 метрах к югу от современного пешеходного моста (выше по течению Волхова), имеют возраст ок. 1060 лет назад. Сосны и ели, из которых была срублена опора древнейшего моста через Волхов, закончили свой рост в период с 932 года до 946 года.
В Новгородской округе наиболее ранние клады куфических монет в Приильменье и Поволховье появляются в 860 годах, в первой половине 870 годах известны только два клада в Южном Приильменье. После этого клады дирхамов в бассейне Ильменя и Волхова до середины X века фактически неизвестны. В конце хронологической лакуны в 940 годах в Новгороде появляются (возможно здесь же и отлитые из олова) фальшивые куфические монеты и один небольшой клад литых фальшивых монет.
В 980 году князь Владимир пытается учредить общерусский культ Перуна и создаёт капище Перынь.
В 988 году Новгородская земля подвергается насильственному крещению (Добрыня крестил мечом, а Путята огнём). В 989 году в Новгороде возводится 13-главый деревянный храм, а в 992 году учреждается епископская кафедра — первым новгородским епископом стал Иоаким Корсунянин. Однородность материалов по домостроительству и близость керамического набора ранних напластований Троицкого и Неревского раскопов являются важным аргументом против предположения о разноэтничности первоначальных поселений на территории Людина и Неревского концов.
В Старой Руссе при раскопках на вершине самой возвышенной части города, ограниченной солёным озером (Верхним), рекой Малашкой и глубоким оврагом на месте ручья, вытекавшего из соляных озёр, и на его западном склоне самые ранние слои датируются рубежом X—XI веков.
В начале XI века Ярослав Владимирович перенёс свою резиденцию из Городища вниз по течению Волхова к Торгу, что отразилось на снижении интенсивности жизни на «Рюриковом» городище.
Под 1071 годом в «Повести временных лет» упоминается появление в Новгороде волхва, которого убил князь Глеб Святославич.
В последней трети XI века в связи со снижением княжеской роли увеличением функций новгородского посадника, князь вынужден был снова перебраться из Новгорода на Рюриково городище, оставив за собой право на резиденцию в Новгороде.
На Троицком раскопе в слоях середины XI века на пятиструнных гуслях с игровым окном имеется кириллическая надпись «Словиша».
В 1136 году с изгнанием князя Всеволода Мстиславича учреждается Новгородская республика, где ведущая роль принадлежит народному самоуправлению в форме веча, исполнительную власть осуществляют посадники.
1143 году в 100 метрах к северу от разрушившегося моста на срубных (ряжевых) опорах был построен новый мост на свайных опорах.
Первая треть XIII века характеризуется в Новгороде голодными годами, катастрофическими эпидемиями и общим упадком экономической жизни, наступившим после завоевания монголо-татарами южных и центральных регионов средневековой Руси. После серии неурожаев 1220 годов архиепископа Арсения выгнали из его палат, произошёл отход от церкви и новый возврат к язычеству, к русалиям, которые должны были лучше обеспечить урожай, чем молитвы архиепископа. Вернувшиеся к языческой обрядности люди, откупались от князя специальным налогом «забожничьем». На полтора-два века русалии стали устойчивым элементом общественной жизни Новгорода.
1230 год — июльские морозы и непрекращающиеся дожди, длившиеся до зимы, стали причиной самого страшного в истории голода, в начале декабря на улицах Новгорода валялись обглоданные собаками трупы горожан, у людей не было сил хоронить умерших: «инии простая чадь резаху люди живые и ядяху, а инии мёртвые мяса и трупие обрезаече ядяху, а другие конину, псину, кошки».
1231 год — в Новгороде во время затяжного голода вновь бушевал ужасный пожар, спасаясь от которого новгородцы бросались в Волхов, где многие и утонули, казалось, что город уже никогда не восстановить. Пожар был столь «лютъ», что казалось, «яко по воде огнь горяше. ходя чрезъ Вълхово». Летописец пишет: «Новгород уже кончился». Пожар уничтожил не только строения и имущество, но и запасы продовольствия. Узнав, что Новгороде второй год продолжается голод, немецкие купцы доставили в город хлеб, «думая больше о человеколюбии, нежели о корысти, остановили голод; скоро исчезли ужасные следы его, и народ изъявил живейшую благодарность за такую услугу»: «прибегоша Немьци и-за-мория с житом и мукою и створиша много добра».
Около 1416 года в Новгороде была проведена важнейшая государственная реформа: «Представители боярских семейств были избраны посадниками и тысяцкими и образовали Совет Господ, который по значению и облику вполне можно уподобить венецианскому сенату». Республика превращалась в кастовое, олигархическое государство.
Под 1446 годом летописец сообщает, что последние десять лет в Новгороде и в волости была дороговизна и недостаток хлеба.
Великий Новгород поддерживал с Ганзой тесные отношения. В нём находился один из крупнейших филиалов («контор», нем. Kontor) Ганзы — Готский (Гётенхоф) и Немецкий (Петерхоф) «дворы» иноземных купцов. Со второй половины XV века наметился упадок Ганзы. Упадок Ганзы оказал влияние на судьбу Новгорода.
14 июля 1471 году московское войско наносит поражение новгородскому ополчению в ходе Шелонской битвы. Новгородский посадник Дмитрий Борецкий захвачен и обезглавлен по приказу московского царя Ивана III. В 1478 году Новгородская земля подчинена Московскому княжеству с сохранением её пятинного (пятина — уезд — погост) деления. Вечевой колокол увезён в Москву.
Через год, в 1479 году, новгородцы попробовали защитить традиционные обычаи. В ответ Иван III совершил крутую расправу. Владыка Феофил был арестован, отправлен в Москву и заточён в Чудов монастырь. Много бояр было казнено, ещё больше переселено в московские земли. На их землях были поселены московские служилые люди. Иван III выселил из Новгорода немецких купцов, что, вместе с уничтожением знати, полностью разрушило новгородскую торговлю с Западом.
В то же время, как отмечает В. О. Ключевский, «Меньшие люди новгородские, смерды и половники, были избавлены от боярского гнёта; из них были образованы крестьянские податные общины на московский образец. В общем, их положение улучшилось, и они не имели побуждения жалеть о новгородской старине».
В XV веке Литовско-Русское княжество имело притязания на Новгород, Псков и Тверь и на «Ржевскую дань»; в результате начались Русско-литовские войны.
В 1570 году московское опричное войско под личным руководством Ивана Грозного произвело Новгородский погром, сопровождавшийся массовыми убийствами.
На конец XVI века приходится Поруха, вызванная Ливонской войной.
В эпоху Смуты (1611—1617) Новгородская земля вошла в состав Шведского королевства, но затем была возвращена Москве в соответствии со Столбовским договором.
После церковного раскола и гонений на старообрядцев значительная часть населения Новгородской земли эмигрировала в соседнюю Речь Посполитую и восточно-балтийские владения Швеции.
В ходе Северной войны Россия получила выход к Балтийскому морю, а на вновь завоёванных землях Ингрии была основана новая столица Санкт-Петербург, из-за которого Новгородская земля стала превращаться в провинцию. Сначала она вошла в Ингерманландскую губернию (1708), а затем была выделена в отдельную Новгородскую губернию (1727). В 1831 году на Новгородская земля вспыхнул холерный бунт, поднятый военными поселенцами.
В 1917 году население Новгородской губернии поддержало Русскую революцию. В 1918 году 5 северо-восточных уездов (большая часть территории) Новгородской губернии (Белозерского, Кирилловского, Тихвинского, Устюженского и Череповецкого) вошли в состав Череповецкой губернии, а с 1926 года обе губернии вошли в состав Северо-Западной области. С 1 августа 1927 года Северо-Западная область была переименована в Ленинградскую. Обе губернии были упразднены, а территория вошла в состав Новгородского, Боровичского округов и западной части Череповецкого округа Ленинградской области, а территория современного Холмского района — в состав Великолукского округа. С июля 1930 года окружное деление было упразднено: районы, вошедшие затем в состав области, а также города Новгород и Боровичи стали подчинены непосредственно Леноблисполкому.
19 августа 1941 года во время Великой Отечественной войны Новгород был захвачен немецкими войсками. Оккупация Новгородской области продлилась 2,5 года. Ленинградско-Новгородская операция и Новгородско-Лужская наступательная операция привели к освобождению города Новгорода к 20 января 1944 года.
5 июля 1944 года — Указом Президиума Верховного Совета СССР была образована Новгородская область в составе РСФСР из районов, образованных в Ленинградской области, и городов областного подчинения Новгород, Боровичи и Старая Русса.
26 июля 1951 года на Неревском раскопе в Новгороде была обнаружена берестяная грамота № 1.
В состав Новгородской области вошли все современные районы, за исключением Холмского района — он до 1958 года входил в Великолукскую область, а Белебёлковский, Дрегельский, Залучский, Лычковский, Мстинский, Опеченский, Полавский, Уторгошский были упразднены за счёт укрупнения с включением их территории в ныне имеющиеся, Молвотицкий район был упразднён и вновь образован как Марёвский. Кроме того, в 1956 году из Дрегельского района в Бокситогорский район Ленинградской области были переданы Дмитровский и Мозолевский сельсоветы.
В 1966 году в Старой Руссе первую находку берестяной грамоты сделала экспедиция Института археологии под руководством А. Ф. Медведева.
18 февраля 1967 года Указом Президиума Верховного Совета СССР Новгородская область была награждена орденом Ленина.